# Bdellamaris eptatreti
Bdellamaris eptatreti is een ringworm uit de familie van de Piscicolidae. De wetenschappelijke naam van de soort is voor het eerst geldig gepubliceerd in 1953 door Richardson.